# Chaz Bojorquez
Charles Bojorquez, detto Chaz (Los Angeles, 1949), è un pittore e writer statunitense, ispirato dal movimento chicano e dall'estetica cholo della sua infanzia negli anni '50.

## Biografia
Chaz Bojorquez finisce il liceo nel 1966 e quindi si trasferisce a Guadalajara, in Messico, dove studia scultura e ceramica ma approfondisce anche gli studi di architettura e matematica. Nel 1969 entra a far parte della Scuola d'Arte di Chouinard. Ha studiato calligrafia asiatica con il Maestro Yun Chung Chiang.
Con questo bagaglio di conoscenze e influenze, nel 1969 comincia la sua carriera artistica realizzando graffiti urbani per più di 10 anni nella scena chicana. Si è costruito una reputazione creando una tag famosa, un teschio chiamato Señor Suerte (Signor Fortuna) che poi è stato utilizzato dai gangster come simbolo di protezione dalla morte .
Nel 1979 inizia un lungo viaggio che lo porterà in più di 35 nazioni dove approfondirà le tecniche della grafica e della calligrafia. 
Dal 1986 abbandona l'arte di strada, non esegue più graffiti illegali e passa alla produzione per le gallerie d'arte.
I suoi lavori sono riportati nei libri di storia dell'arte e  le sue opere sono esposte in importanti collezioni pubbliche come il National Museum of American Art di Washington e l'Orange County Museum of Art.
Ha collaborato a film importanti come I guerrieri della notte, Guerre stellari, Boulevard Nights, Turk Cheech e Chong 182.
Ha realizzato, tra gli altri, disegni per Nike e Taco Bell.
Con la sua apparizione nel documentario sugli artisti di graffiti di Los Angeles, Graffiti Verite, il suo nome ha cominciato ad essere più noto negli ambienti artistici.
In tutti questi anni si è esibita mostre personali e collettive in tutto il mondo.
Oggi vive a Mount Washington, in California.

## Filmografia
- 1995 Graffiti Verité
- 1998 Graffiti Verité 2: Freedom of Expression?
- 2004 Just to Get a Rep (Appare nei panni di sé stesso)
- 2007 Bomb It (Appare nei panni di sé stesso, immagini delle sue opere)